# Idol Kids
«Idol Kids» fue un concurso de talentos español producido por Fremantle y emitido en Telecinco comenzó el 7 de septiembre. El programa, fue la primera adaptación en España de un formato de la franquicia «Idols»,y estaba presentado por Jesús Vázquez.

## Formato
A diferencia de otras adaptaciones de la franquicia «Idols» en el resto del mundo, donde se replica el funcionamiento del formato original, «Idol Kids» cuenta con su propia mecánica, creada y adaptada en exclusiva para el mercado español.
En esta variación del popular concurso, adaptado a cerca de más de 100 países, el objetivo es encontrar al nuevo ídolo infantil de la música entre decenas de jóvenes cantantes cuyas edades están comprendidas entre 7 y 15 años.
Las dos temporadas emitidas en España han contado con tres fases distintas durante la competencia.

## Primera temporada

### Fase 1: Los castings
En esta fase, que consta de siete galas, cada miembro del jurado y del público valora a los aspirantes accionando un botón verde o un botón rojo, dependiendo de si le ha gustado o no. Así, al finalizar la actuación, se desvela el voto del jurado y, si ha obtenido dos "verdes" como mínimo, se hace visible el porcentaje de éxito que ha tenido entre el público. Dicho dato determina su puesto en la clasificación general frente a sus adversarios en la siguiente fase. Además, cabe destacar que los jueces pueden otorgar por unanimidad 20 tiques dorados, que suponen pases directos a las semifinales.

### Fase 2: Los rankings
La segunda etapa está compuesta por dos galas, donde compiten los niños que hayan conseguido las 30 primeras posiciones de la clasificación, siendo la mecánica muy similar a la de la ronda previa. En esta ocasión, 16 niños pasan a la ronda final: 14 por decisión del público y el jurado, y 2 por haber conseguido un tique dorado.

### Fase 3: Semifinales y final
En las últimas galas (3 semifinales y una final), los clasificados se dividen en grupos y cantan en solitario. A pesar de que en esta etapa el jurado sigue emitiendo su veredicto, es el público el encargado de elegir al ganador, que se llevará una formación musical valorada en 5.000 euros.

## Segunda temporada

### Fase 1: Los rankings
Esta etapa, asumida en la primera temporada como el inicio del formato, está compuesta por siete galas. En esta, 12 pequeños artistas por programa compiten para clasificarse para las semifinales. Tras la actuación, los jueces votan a través de un dispositivo instalado en su mesa con dos botones: uno verde (favorable) y uno rojo (desfavorable). Mientras, el público en las gradas da su veredicto desde un teléfono móvil con una app diseñada específicamente para ello.
Al concluir la interpretación, se desvela el voto de los jueces y, si el aspirante ha obtenido al menos dos votos favorables del jurado, se descubre el porcentaje de aceptación que ha tenido entre el público. Al final de cada programa, los tres con mayor apoyo del público pasarán a la siguiente fase del concurso. A estos se unirán los niños premiados por los jueces con un Ticket Dorado individual. De esta manera, al concluir cada programa, son seis los niños clasificados de esta fase.

### Fase 2: La última oportunidad
A diferencia de la primera etapa del formato, la segunda temporada del formato contó con una gala de repesca en la que 12 niños eliminados en la primera fase del programa eran elegidos por los jueces para volver y competir entre ellos por 5 plazas para las semifinales.

### Fase 3: Semifinales y final
En las últimas galas (4 semifinales y una final), los clasificados se dividen en grupos y cantan en solitario. A pesar de que en esta etapa el jurado sigue emitiendo su veredicto, es el público en plató el encargado de elegir al ganador, que se llevará una formación musical valorada en 3 000 euros.

## Equipo

### Presentadores
| Edición       | 1    | 2    |
| Año           | 2020 | 2022 |
| ------------- | ---- | ---- |
| Jesús Vázquez |      |      |
| Carlos Marco  |      |      |
| Lara Álvarez  |      |      |

### Jurado
| Edición        | 1    | 2    |
| Año            | 2020 | 2022 |
| -------------- | ---- | ---- |
| Carlos Jean    |      |      |
| Edurne         |      |      |
| Isabel Pantoja |      |      |
| Ana Mena       |      |      |
| Camela         |      |      |
| Omar Montes    |      |      |

## Temporadas
| Temporada | Temporada | Programas | Estreno                 | Final                   | Ganador/a       | Audiencia media | Audiencia media |
| Temporada | Temporada | Programas | Estreno                 | Final                   | Ganador/a       | Espectadores    | Cuota           |
| --------- | --------- | --------- | ----------------------- | ----------------------- | --------------- | --------------- | --------------- |
|           | 1         | 13        | 7 de septiembre de 2020 | 4 de diciembre de 2020  | Índigo Salvador | 1 937 000       | 16,7%           |
|           | 2         | 13        | 31 de enero de 2022     | 7 de septiembre de 2022 | Carla Zaldívar  | 821 000         | 9,0%            |

## Idol Kids 1 (2020)
La primera edición de 'Idol Kids' se estrena en Telecinco el 7 de septiembre de 2020, años después de que Mediaset España se hiciera con los derechos del formato original, 'Pop Idol'. Supone el desembarco en nuestro país de este reconocido programa, si bien Telecinco decidió adaptar directamente la versión infantil del talent show, saltándose la variante de adultos.

### Concursantes
Idol (ganador/a).
     Segundo lugar.
     Tercer lugar.
     Concursante finalista.
     Concursante eliminado en el programa

### Audiencias
| Concursante       | Edad | Residencia  | Resultado   |
| Índigo Salvador   | 14   | Menorca     | Ganadora    |
| Hayk Arsenyan     | 15   | Barcelona   | 2.º Puesto  |
| Óscar Cantalejo   | 15   | Cádiz       | 3.er Puesto |
| Natalia Maguilla  | 14   | Cádiz       | Finalista   |
| Montse Sánchez    | 14   | Almería     | Finalista   |
| Adrián Espejo     | 15   | Sevilla     | Finalista   |
| Anne Arrinda      | 13   | Madrid      | Finalista   |
| Sara Aparisi      | 14   | Valencia    | Finalista   |
| Marta Mesa        | 14   | Córdoba     | Finalista   |
| Claudia Alves     | 14   | Sevilla     | Finalista   |
| Álex Vizuete      | 10   | Barcelona   | Finalista   |
| Dolores Nájera    | 15   | Jaén        | Finalista   |
| Inés Sánchez      | 15   | Madrid      | Eliminada   |
| María Mata        | 14   | Valencia    | Eliminada   |
| Esperanza Garrido | 14   | Granada     | Eliminada   |
| Antonio Pérez     | 13   | Sevilla     | Eliminado   |
| Lucía Rodríguez   | 15   | Sevilla     | Eliminada   |
| Cristina Sánchez  | 13   | Sevilla     | Eliminada   |
| Aiden Botía       | 15   | Ciudad Real | Eliminado   |
| Alfonso Ortiz     | 11   | Toledo      | Eliminado   |
| Laura Gibert      | 15   | Girona      | Eliminada   |
| Melany Macías     | 15   | Murcia      | Eliminada   |
| Ana Belén Morales | 13   | Cádiz       | Eliminada   |
| Jenyfer Pasca     | 13   | Granada     | Eliminada   |
| Álvaro Tadeo      | 11   | Tenerife    | Eliminado   |
| Nerea López       | 15   | Barcelona   | Eliminada   |
| Sandra Valero     | 8    | Valencia    | Eliminada   |
| Rubén Franco      | 8    | Huelva      | Eliminado   |
| Sebastián Bernal  | 15   | Cádiz       | Eliminado   |
| Aisha Descane     | 15   | Barcelona   | Eliminada   |
| Noelia Braceras   | 13   | Alicante    | Eliminada   |
| Daniel Juanico    | 15   | Menorca     | Eliminado   |
| Carmen Ranea      | 11   | Jaén        | Eliminada   |
| Naiala Narciso    | 11   | Málaga      | Eliminada   |
| Lennon Jon        | 11   | Madrid      | Eliminado   |
| Asier Colas       | 10   | Zaragoza    | Eliminado   |

| Fecha      | Características del Programa            | Audiencia         |
| ---------- | --------------------------------------- | ----------------- |
| 07/09/2020 | Gala 1 / Primera fase: Los castings I   | 2 152 000 (17,9%) |
| 14/09/2020 | Gala 2 / Primera fase: Los castings II  | 1 837 000 (16,5%) |
| 21/09/2020 | Gala 3 / Primera fase: Los castings III | 1 781 000 (15,0%) |
| 28/09/2020 | Gala 4 / Primera fase: Los castings IV  | 1 787 000 (16,1%) |
| 05/10/2020 | Gala 5 / Primera fase: Los castings V   | 1 683 000 (15,7%) |
| 12/10/2020 | Gala 6 / Primera fase: Los castings VI  | 1 591 000 (15,4%) |
| 19/10/2020 | Gala 7 / Primera fase: Los castings VII | 1 781 000 (16,6%) |
| 26/10/2020 | Gala 8 / Segunda fase: El ranking I     | 1 858 000 (18,1%) |
| 02/11/2020 | Gala 9 / Segunda fase: El ranking II    | 1 905 000 (16,6%) |
| 09/11/2020 | Gala 10 / Tercera fase: Semifinal I     | 2 047 000 (17,2%) |
| 16/11/2020 | Gala 11 / Tercera fase: Semifinal II    | 2 200 000 (17,5%) |
| 23/11/2020 | Gala 12 / Tercera fase: Semifinal III   | 2 127 000 (18,2%) |
| 04/12/2020 | Gala 13 / Cuarta fase: Final            | 2 432 000 (15,9%) |

     Líder en su franja horaria.

## Idol Kids 2 (2022)
El 14 de octubre de 2021 Telecinco confirma una segunda edición con la apertura del casting, y con el anuncio de un jurado totalmente renovado y con muchas novedades.

### Concursantes
| Concursante        | Edad | Residencia                 | Resultado   |
| Carla Zaldívar     | 15   | Barcelona                  | Ganadora    |
| Laura Bautista     | 15   | Córdoba                    | 2.º Puesto  |
| Manuela Gómez      | 10   | Barcelona                  | 3.er Puesto |
| Irene Ponce        | 15   | Islas Baleares             | Finalista   |
| Jesús Montero      | 11   | Sevilla                    | Finalista   |
| Miguel Ramírez     | 8    | Ceuta                      | Finalista   |
| Mario Márquez      | 13   | Cádiz                      | Finalista   |
| Martín Sánchez     | 7    | Huelva                     | Finalista   |
| Abril Pastor       | 15   | Barcelona                  | Finalista   |
| Natalia Barone     | 15   | Málaga                     | Finalista   |
| Lucía Casani       | 15   | Valencia                   | Finalista   |
| Nicanor Hernández  | 12   | Alicante                   | Finalista   |
| César Albiach      | 13   | Valencia                   | Eliminado   |
| Inés Navarro       | 14   | Cartagena                  | Eliminada   |
| Fran López         | 14   | Madrid                     | Eliminado   |
| Juan José Almagro  | 10   | Huelva                     | Eliminado   |
| Berta Gámez        | 14   | Girona                     | Eliminada   |
| Nora Orviz         | 7    | Asturias                   | Eliminada   |
| Lluna Guzmán       | 14   | Barcelona                  | Eliminada   |
| Ainhoa Flores      | 12   | Badajoz                    | Eliminada   |
| Ivette Estaire     | 14   | Barcelona                  | Eliminada   |
| Irene Cánovas      | 15   | Murcia                     | Eliminada   |
| Israel Ortega      | 14   | Córdoba                    | Eliminado   |
| Nilsa País         | 9    | La Palma                   | Eliminada   |
| Ana María Escudero | 14   | Almería                    | Eliminada   |
| Jesús del Río      | 10   | Madrid                     | Eliminado   |
| Amanda Sánchez     | 14   | Córdoba                    | Eliminada   |
| Nerea Real         | 15   | Mallorca                   | Eliminada   |
| María Fernández    | 13   | Lérida                     | Eliminada   |
| Marc Varela        | 14   | Barcelona                  | Eliminado   |
| Verónica Bueno     | 13   | Las Palmas de Gran Canaria | Eliminada   |
| Lucía Baizán       | 13   | Cádiz                      | Eliminada   |
| Lukas Urdea        | 13   | Madrid                     | Eliminado   |
| Leonor López       | 14   | Jaén                       | Eliminada   |
| Paula Velázquez    | 15   | Cádiz                      | Eliminada   |
| Ricardo González   | 10   | Valencia                   | Eliminado   |
| Ema Mecele         | 7    | Málaga                     | Eliminada   |
| Joel Barber        | 15   | Menorca                    | Eliminado   |
| Fernando Alonso    | 14   | Oviedo                     | Eliminado   |
| Paula López        | 12   | Córdoba                    | Eliminada   |
| Rafael Valencia    | 13   | Málaga                     | Eliminado   |
| Noemi Duro         | 13   | Ourense                    | Eliminada   |
| Luna Clerc         | 13   | Barcelona                  | Eliminada   |
| José Campos        | 12   | Madrid                     | Eliminado   |
| Víctor García      | 15   | Málaga                     | Eliminado   |
| Idaira del Toro    | 13   | Málaga                     | Eliminada   |
| Marta Salas        | 15   | Cádiz                      | Eliminada   |
| Alba Rodríguez     | 15   | Cádiz                      | Eliminada   |

### Audiencias
| Fecha      | Características del Programa              | Audiencia         |
| ---------- | ----------------------------------------- | ----------------- |
| 31/01/2022 | Gala 1 / Primera fase: Los Rankings I     | 1 269 000 (11,5%) |
| 07/02/2022 | Gala 2 / Primera fase: Los Rankings II    | 887 000 (9,9%)    |
| 14/02/2022 | Gala 3 / Primera fase: Los Rankings III   | 870 000 (9,9%)    |
| 26/02/2022 | Gala 4 / Primera fase: Los Rankings VI    | 1 077 000 (9,0%)  |
| 05/03/2022 | Gala 5 / Primera fase: Los Rankings V     | 944 000 (8,0%)    |
| 20/07/2022 | Gala 6 / Primera fase: Los Rankings VI    | 748 000 (10,4%)   |
| 27/07/2022 | Gala 7 / Primera fase: Los Rankings VII   | 906 000 (9,9%)    |
| 03/08/2022 | Gala 8 / Segunda fase: Última oportunidad | 753 000 (8,6%)    |
| 10/08/2022 | Gala 9 / Tercera fase: Semifinal I        | 606 000 (7,1%)    |
| 17/08/2022 | Gala 10 / Tercera fase: Semifinal II      | 772 000 (8,5%)    |
| 24/08/2022 | Gala 11 / Tercera fase: Semifinal III     | 360 000 (7,9%)    |
| 31/08/2022 | Gala 12 / Tercera fase: Semifinal IV      | 699 000 (7,4%)    |
| 07/09/2022 | Gala 13 / Cuarta fase: Final              | 782 000 (8,4%)    |

     Líder en su franja horaria.

### Especiales
| Fecha      | Características del Programa | Audiencia        |
| ---------- | ---------------------------- | ---------------- |
| 11/01/2022 | Llega 'Idol kids 2'          | 1 352 000 (8,4%) |

## PalmarésIdol Kids
| Edición              | Fecha | Ganador         | Subcampeón     | Tercero         |
| -------------------- | ----- | --------------- | -------------- | --------------- |
| [ IK 1 ] Idol Kids 1 | 2020  | Índigo Salvador | Hayk Arsenyan  | Óscar Cantalejo |
| [ IK 2 ] Idol Kids 2 | 2022  | Carla Zaldívar  | Laura Bautista | Manuela Gómez   |

## Audiencia media
| Edición                    | Fecha | Cadena    | Espectadores | Cuota de pantalla | Gran final        |
| -------------------------- | ----- | --------- | ------------ | ----------------- | ----------------- |
| Idol Kids: Primera edición | 2020  | Telecinco | 1 937 000    | 16,7%             | 2 432 000 (15,9%) |
| Idol Kids: Segunda edición | 2022  | Telecinco | 821 000      | 9,0%              | 782 000 (8,4%)    |